# La Maestranza (Pachuca)
La Maestranza es una antigua fabrica localizada en la ciudad de Pachuca de Soto, Hidalgo en México. En el sitio se fabricaban refacciones y otras piezas para dar mantenimiento a los equipos ocupados en las haciendas de beneficio y en las minas, de la Compañía Real del Monte y Pachuca. Se le denominó “La Maestranza” porque ahí, iban a formarse los maestros albañiles, carpinteros y herreros.

## Historia

### Fundación
El espacio fue adquirido en 1906, por la United States Smelting Refining and Mining Company (USSR&MC). Una de las características del terreno era su proximidad a las estaciones del Ferrocarril Mexicano, actual Centro Cultural del Ferrocarril y también a la vecina estación del Ferrocarril Central, actual Plaza Juárez. Los talleres junto con el almacén general fueron trasladados de Real del Monte, en 1912.
El terreno fue destinado a tres aplicaciones que serían alojar las instalaciones del Almacén General, los talleres de Maestranza y finalmente en destinar una parte a casas habitación de empleados. Debido a la Revolución Mexicana, el servicio ferroviario se interrumpió, la empresa dispuso de sus propias locomotoras y vagones, para continuar con el abasto de materiales.  En 1913 se construyó un taller para servicio de las locomotoras con la fosa correspondiente y perpendicular a los talleres de máquinas herramientas. Dentro de los terrenos se encontraban vías para el movimiento de trenes que permitían las labores de descarga y almacenamiento.

### Funcionamiento

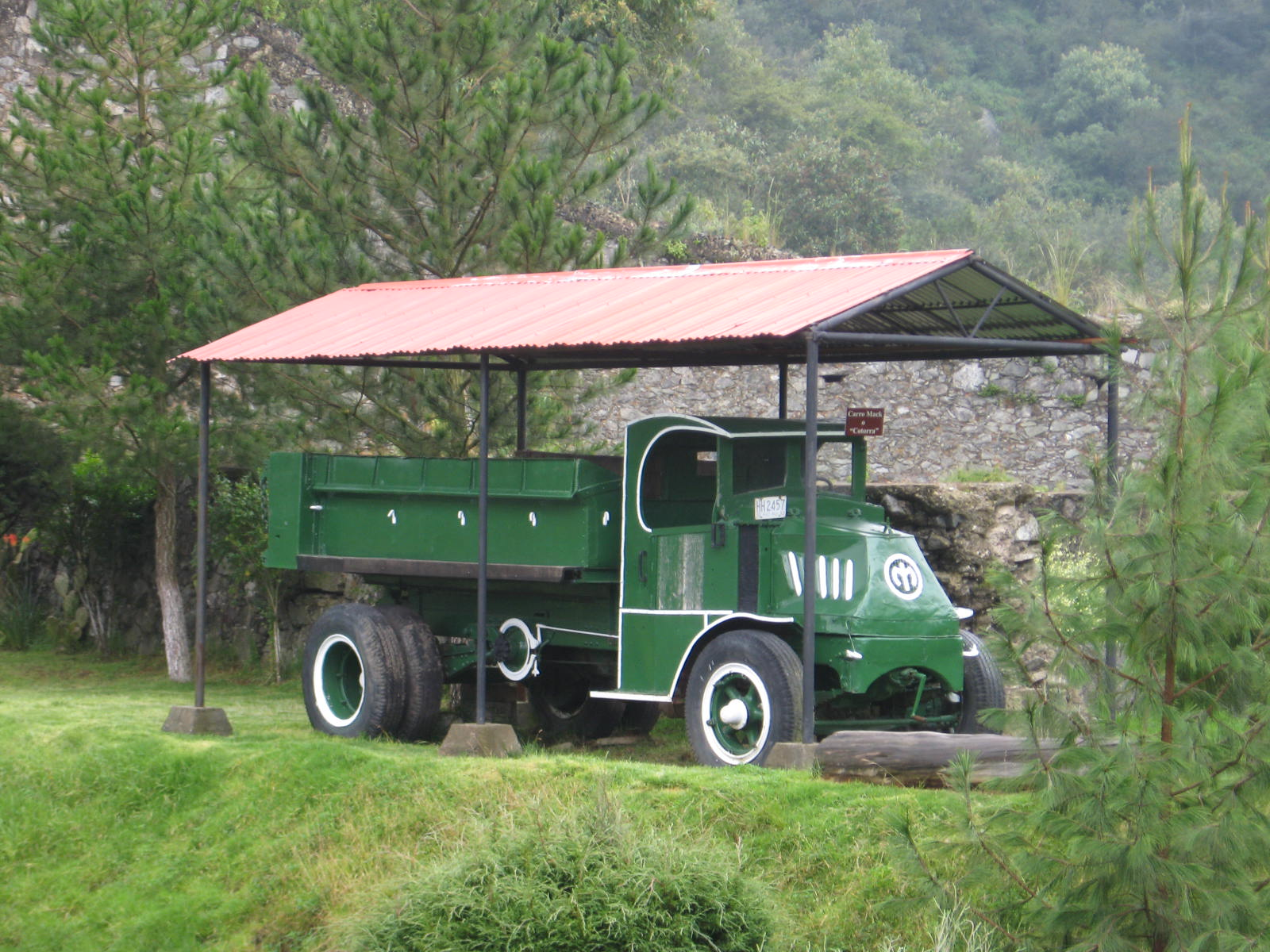
Camión Mack Trucks modelo 1917, denominados como “Cotorras”. En exhibición en el Museo de Sitio Mina de Acosta.

En 1920, se construyó el edificio del Almacén General; que contaba con todas las facilidades para el manejo de los embalajes como grúas, elevadores y anaqueles y espacios para todo tipo de materiales utilizados por la empresa. También se tenía un área de oficina donde se controlaba el flujo de materiales. Contenía un almacén especial para lubricantes, con fosa contra incendios. En otras partes se ubicarían depósitos subterráneos para gasolina y chapopote; y depósitos superficiales para almacenar el diésel. Se contaba también con una fábrica de clavos. Para el abastecimiento de agua se contaba con un pozo y un tanque elevado.
Para la década de 1920 la empresa presumía de tener los mejores talleres de reparación de todo México. En 1924, llegó a la compañía una flota de diez camiones Mack Trucks, modelo 1917, que fueron utilizados durante la Primera Guerra Mundial; Su paso por las calles de Pachuca, transportando materiales de la Maestranza, era habitual, debido al color verde con el que estaban pintados, y sobre todo la imagen de su frente, los pachuqueños les bautizaron como “Cotorras”.
En 1947, a la USSR&MC vende todas sus propiedades y enseres, al Gobierno de México, quien realiza la operación a través de Nacional Financiera. En 1956 se formó la paraestatal Compañía Real del Monte y Pachuca (CRDMyP) e inició la adquisición de lotes mineros, emprendiendo trabajos para su explotación.

### Decadencia
Durante la etapa posrevolucionaria la historia de Pachuca, esta ligada fuertemente a la minería; de 1920-1940, oscila entre el estancamiento y la decadencia; de 1940-1965 que se mueve entre la decadencia y el repunte; de 1965-1990 que tuvo como característica un pequeño crecimiento minero. Durante los años 1970 se inició un proyecto a fin de que los talleres fueran una unidad que pudiera hacer sus propios productos.
Se instalaron dos hornos de fundición de hierro con una línea de manejo de moldes de arena. También se habilitó un área para la fabricación de bola de acero para molinos, se instalaron cortadores de oxiacetileno para hacer los tamaños de trozo de acero necesario, hornos para calentamiento de los mismos, los martillos para forjar la bola del tamaño necesario y las fosas de enfriamiento para el templado de estos.
Acorde a las condiciones del país, cuando se dieron los procesos de privatización de las empresas paraestatales, la empresa se enfrentó a condiciones de gran presión financiera que obligaron a cerrar el Almacén General y desplazar sus actividades ya muy disminuidas a la Mina de San Juan Pachuca. Los talleres perdieron mercados para sus productos y después de severa crisis se liquidaría el personal que había quedado y las instalaciones se desmantelaron, y el complejo fue cerrado en 1987.

### Abandono

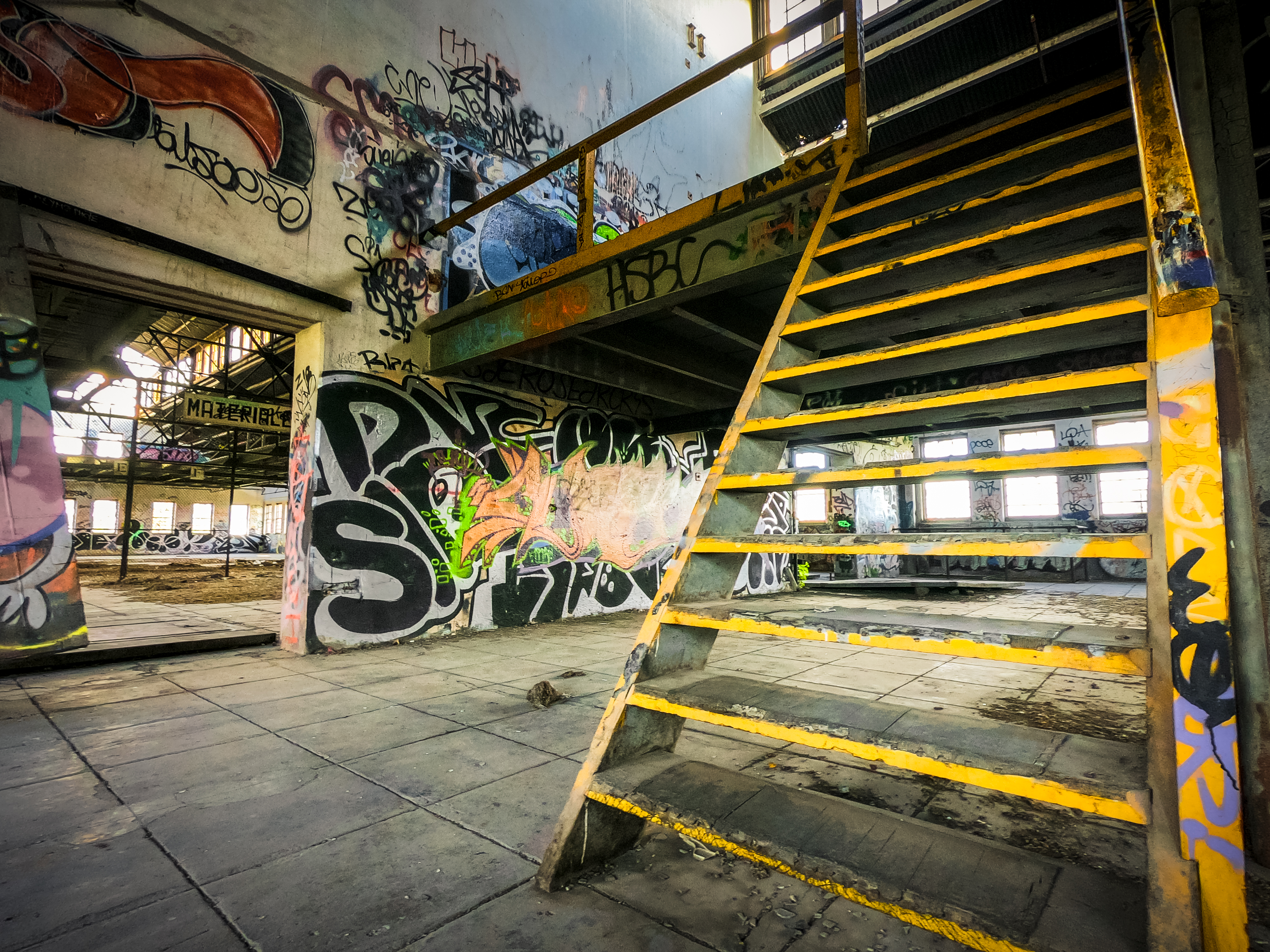
Interior abandonado del edificio.

Después de cerrar, el complejo quedó en abandono; con el paso del tiempo luciendo grafitis, y daños estructurales. En los terrenos, la sección que se destinó para las casas habitación; la empresa cedió o vendió los terrenos para ubicar desarrollos habitacionales, las casas fueron vendidas a los empleados que las ocupaban en esos momentos.
La propiedad de los Talleres de Maestranza fue vendida a particulares, a través de un decreto gubernamental el 5 de mayo de 2003, en disminución de la propiedad pública, consolidando la venta en 8 737 647 pesos mexicanos. En 2004, alumnos del Instituto de Artes de la Universidad Autónoma de Hidalgo, gestionaron el uso del lugar para convertirlo temporalmente en una galería de arte. En 2013 empezaron a hacerse trabajos de limpieza para construir un fraccionamiento, incluso, se habló de un centro comercial, el cual fue rechazado.
En 2019, se volvieron a presentar planes para un desarrollo habitacional y comercial en el lugar. El 2 de marzo del 2019 se registró un incendio al interior del terreno. El 2 de junio de 2020 el Comité para la conservación y preservación del Centro Histórico Pachuca, denuncio el derribado una barda histórica y removido árboles que forman parte de la vegetación del predio. Un grupo de ciudadanos y vecinos de la colonia del mismo nombre, lazaron un colectivo que busca rescatar el predio. Se buscó iniciar un juicio de amparo para detener las actividades.
El 15 de junio de 2020, se realizó la suspensión a las obras que se realizaban en el predio por la Secretaría de Obras Públicas, Desarrollo Urbano, Vivienda y Movilidad y el Ayuntamiento de Pachuca. También a través de la plataforma Change.org, el Comité para la conservación y la fundación Arturo Herrera Cabañas; lograron recabar más de mil 200 firmas, para presentar una iniciativa de decreto que proteja el polígono. El Colectivo Rescata La Maestranza señala que las obras continúan en el lugar y se advierte de una posible desincorporación de la nave industrial del Catálogo Nacional de Monumentos del Instituto Nacional de Antropología e Historia (INAH).

## Arquitectura

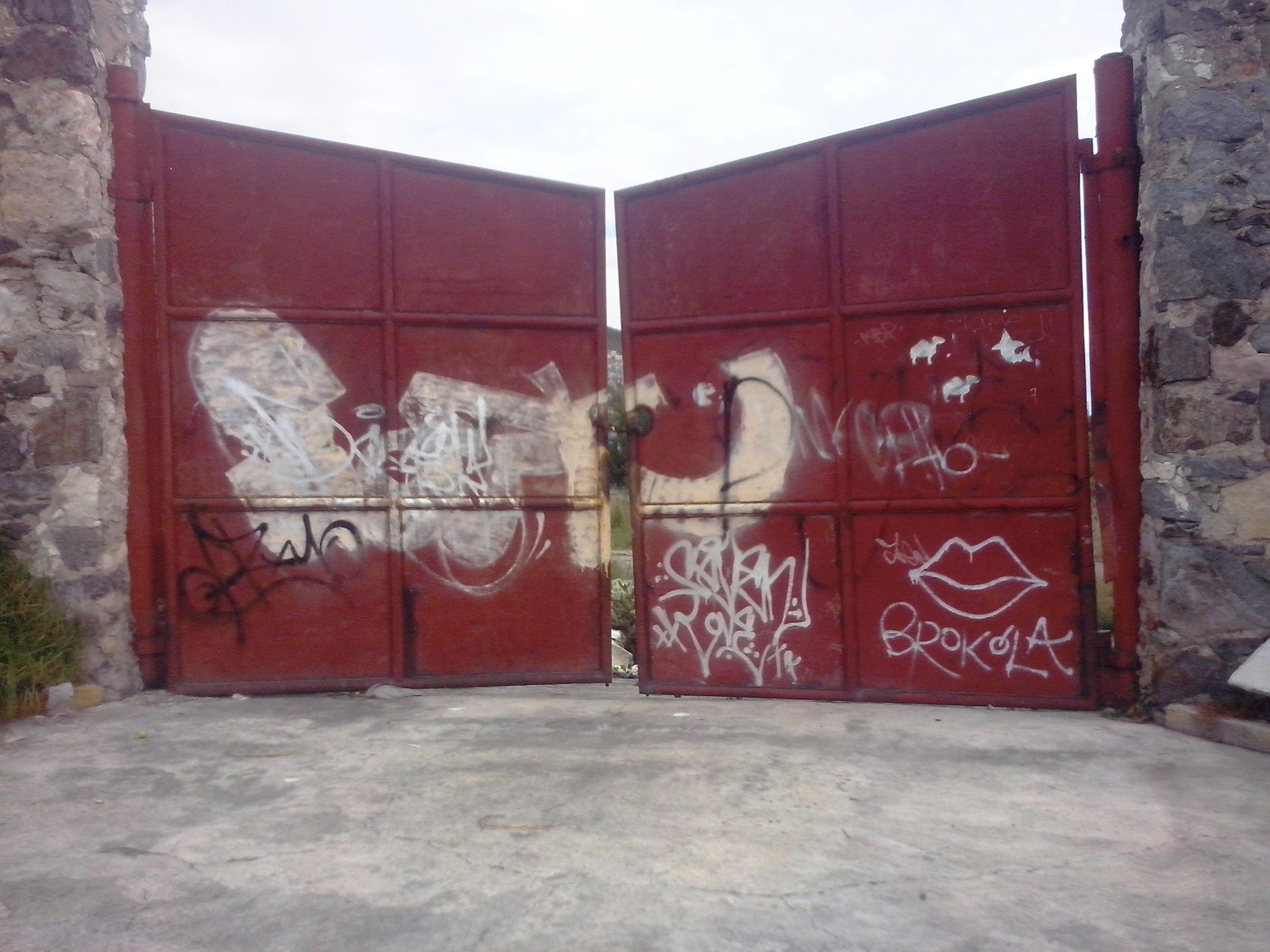
Puertas de entrada.

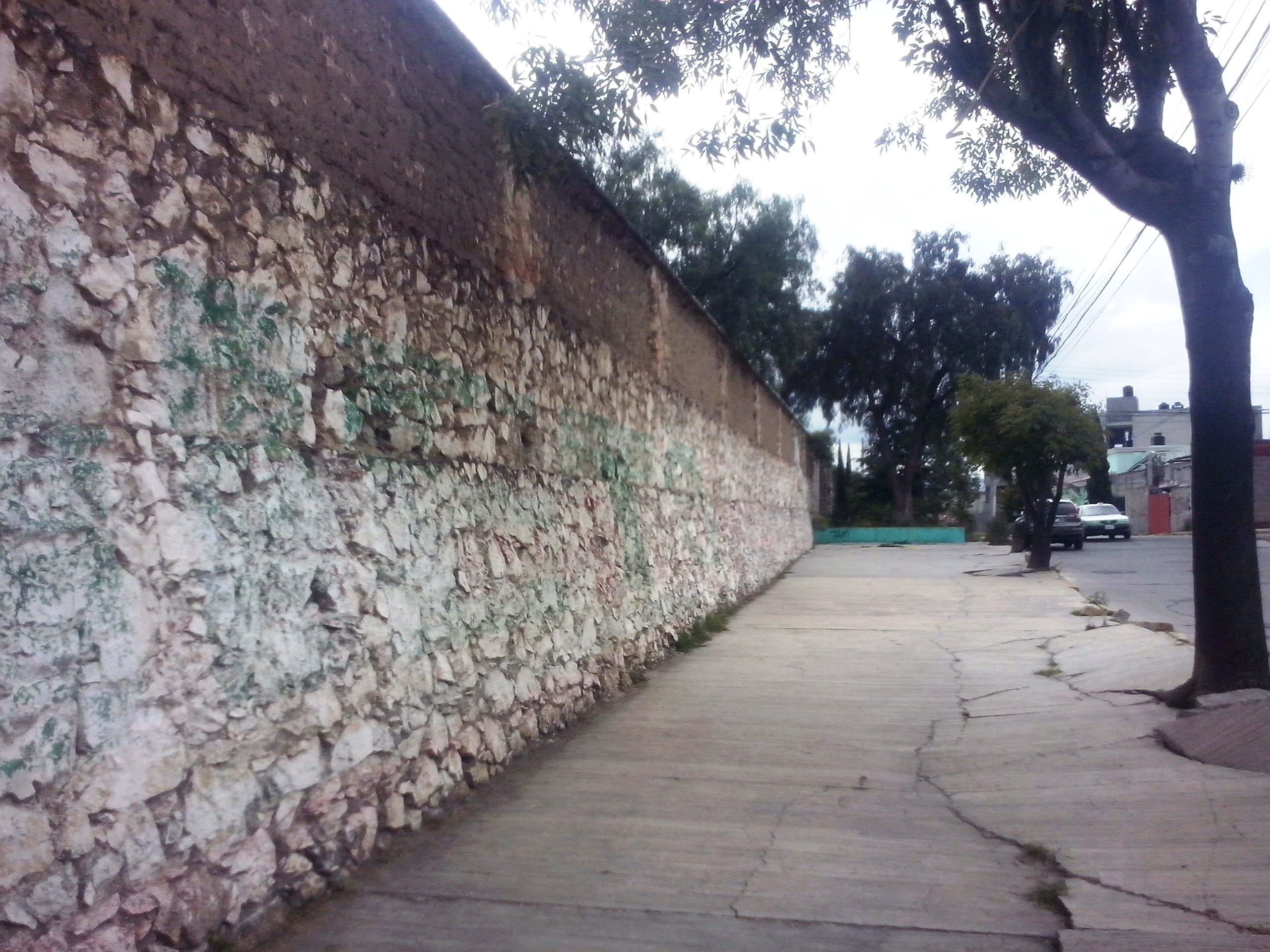
Muros limítrofes.

El terreno es un predio de 60 13.02  m², el edificio tiene una planta de tipo industrial, conformada por una sola nave con tres niveles y cumbrera. Las fachadas laterales tienen en su primer nivel presentan tres vanos idénticos, estos son seguidos por puertas con el mismo enmarcamiento; en su segundo nivel cuenta con treinta y nueve ventanas de proporción vertical; sobre de este se tiene el alero de la cubierta, la cual está conformada por una estructura metálica con lámina de fierro. Su cumbrera está dividida en dos partes por un muro y se tienen siete vanos por lado, todos de proporción cuadrada sin enmarcamientos, y su cubierta es de lámina a dos aguas.
Su fachada principal se delimita en ambos extremos por dos pilastras esquineras compuestas por sillares de piedra y tiene su acceso principal conformado por una pequeña crujía, a la que se accede por medio de una pequeña escalera de cinco escalones con un vano de acceso. A su lado sur, hay dos pequeños vanos de proporción vertical con enmarcamientos dentados de ladrillo y dintel de concreto; en su lado norte, tiene tres vanos horizontales del doble de dimensión que los anteriores y sus extremos laterales de ladrillo en forma dentada. En el segundo nivel de esta fachada se presentan tres grupos de tres vanos semejantes en dimensiones; en su tercer nivel se tiene un solo grupo de tres ventanas; remata el conjunto de su fachada una cumbrera de forma cúbica flanqueada por pilastras adosadas de ladrillo dentado y una cubierta a dos aguas y un óculo con su perímetro de ladrillo.